# 구와타 다카유키
구와타 다카유키(일본어: 桑田 隆幸, 1941년 6월 26일 ~ )는 일본의 전직 축구 선수로 포지션은 공격수였다.

## 클럽 경력
1941년 6월 26일 일본 히로시마현 히로시마시 출생으로 히로시마 대학 부속 고등학교, 와세다 대학을 졸업한 뒤 1965년 고향팀인 도요 공업에 입단하여 1969년 은퇴할 때까지 한팀에서만 활동하며 리그 통산 62경기 34골을 터뜨리며 일본 사커 리그 4연속 우승 및 1회 준우승, 일왕배 3회 우승 및 1회 준우승에 힘을 보탰으며 2회 연속 리그 베스트 11(1966년, 1967년), 1966년 일본 사커 리그 어시스트왕에 선정되는 영예를 안았다.

## 국가대표팀 경력
청소년 대표팀 시절 2번의 AFC U-20 아시안컵(1959년, 1960년)에 출전하여 2회 연속 3위의 성적을 거둔 뒤 1961년 말레이시아와의 국제 A매치 데뷔전에서 데뷔골을 신고했다. 
이후 이듬해인 1962년 아시안 게임에 출전했으나 조별리그에서 탈락하며 메달권에서 멀어졌으며 A매치 통산 5경기 2골의 성적을 남긴 채 은퇴를 선언했다.

## 통계
| 일본 | 일본 | 일본 |
| 연도 | 출전 | 득점 |
| ---- | ---- | ---- |
| 1961 | 2    | 1    |
| 1962 | 3    | 1    |
| 통산 | 5    | 2    |